# 다케우치 아키라
다케우치 아키라(일본어: 竹内 彬, 1983년 6월 18일 ~ )는 일본의 전 축구 선수이다.

## 구단 경력
그는 2006년부터 2021년까지 J리그의 나고야 그램퍼스, 제프 유나이티드 지바, 오이타 트리니타, 가마타마레 사누키에서 활동하였다.